# Metasynodites legionarius
Metasynodites legionarius är en skalbaggsart som först beskrevs av August Reichensperger 1929.  Metasynodites legionarius ingår i släktet Metasynodites och familjen stumpbaggar. Inga underarter finns listade i Catalogue of Life.